# بادکنک‌ماهی طلایی
بادکنک ماهی طلایی (نام علمی: Arothron meleagris) نام یک گونه از تیره بادکنک‌ماهیان است.

## نگارخانه

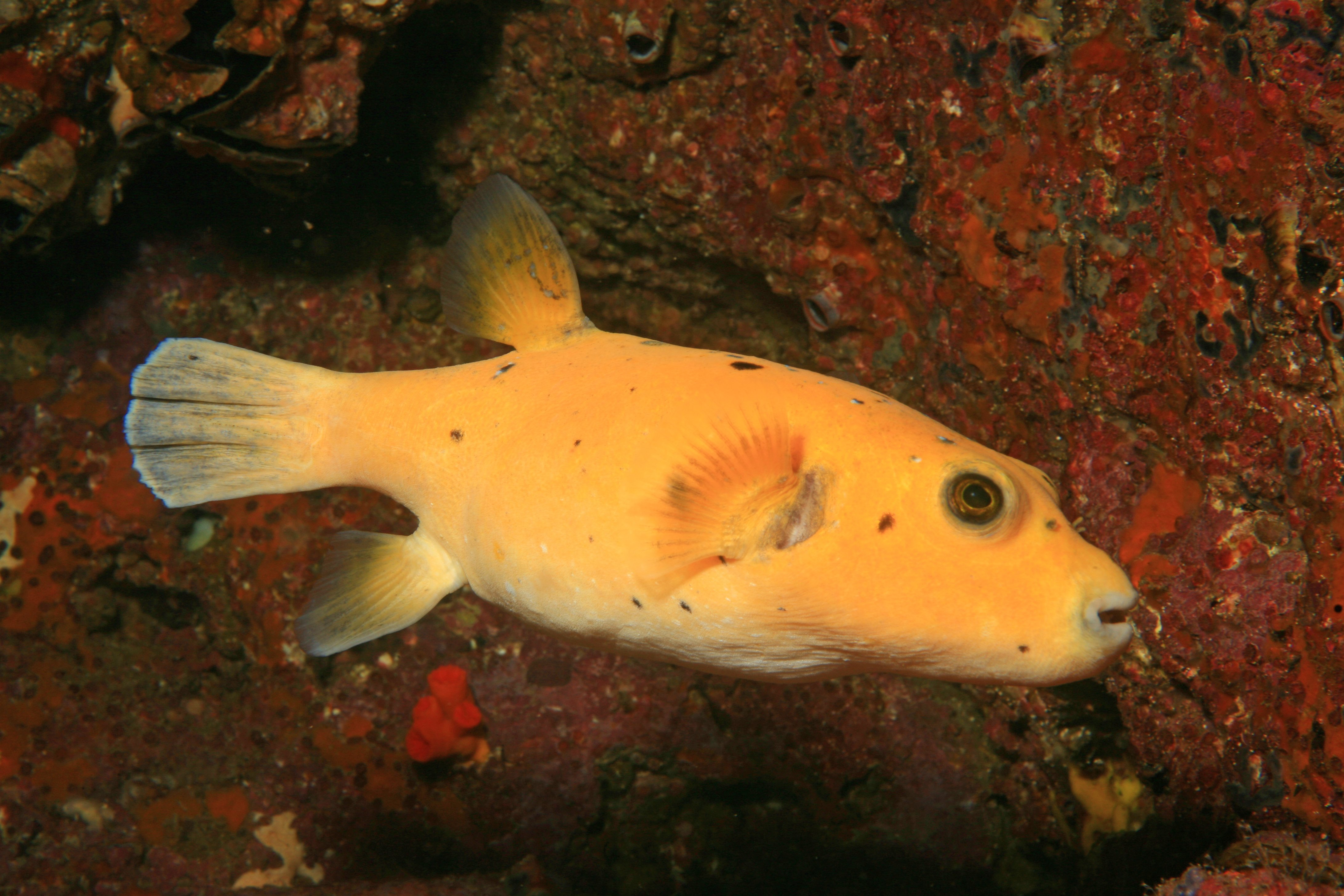
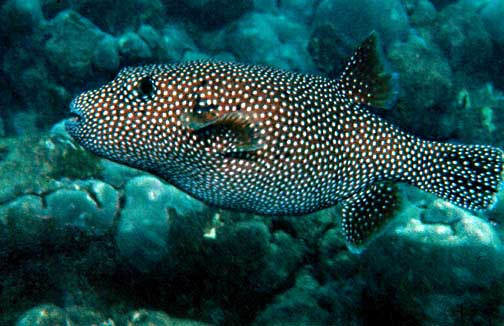